# أكاديمية تشانغشا WES
أكاديمية تشانغشا WES هي أكاديمية دولية خاصة تقع في تشانغشا، الصين.

## الروابط الخارجية
- Changsha WES Academy
- Changsha WES Academy (بالصينية)